# 秋田県立湯沢高等学校稲川分校
秋田県立湯沢高等学校稲川分校 （あきたけんりつ ゆざわこうとうがっこう いなかわぶんこう）は、秋田県湯沢市稲庭町あった公立の高等学校。湯沢市中心部に位置する秋田県立湯沢高等学校の分校であった。地域からは「いなぶん」と呼ばれていた。

## 設置学科
- 全日制課程
  - 普通科

## 沿革
- 1978年（昭和53年） - 開校。
- 2018年（平成30年）3月31日 - 閉校。